# Аморнвиват, Сомпонг
Сомпонг Аморнвиват (тайск. สมพงษ์ อมรวิวัฒน์; род. 3 июля 1941, Чиангмай, Таиланд) — тайский государственный и политический деятель, лидер партии «Пхыа Тхаи» (2019—2021).

## Биография

### Ранняя жизнь
Сомпонг Аморнвиват родился 3 июля 1941 года. Он является младшим братом генерала полиции Савата Аморнвивата, бывшего начальника полиции. Сомпонг окончил начальное и среднее образование в школе Амнуай Силпа, имеет степень бакалавра делового администрирования колледжа Карри (США) и степень магистра политических наук (политика и правительство) Чиангмайского университета.

### Карьера
С 14 апреля по 9 июня 1992 года и с 5 октября 1998 по 9 июля 1999 года занимал пост министра труда и социальных служб Таиланда. Помимо этого, с 14 апреля по 9 июня 1992 года работал министром промышленности.
6 февраля 2008 года был назначен на должность министра юстиции, которую покинул 9 сентября 2008 года. 24 сентября занял должность заместителя премьер-министра и министра иностранных дел, проработав на этих постах до 2 декабря этого же года.
2 декабря 2008 года Конституционный суд Таиланда принял постановление о роспуске «Партии народной власти» и ограничении политических прав исполнительного комитета партии сроком на 5 лет каждому члену. Таким образом, поскольку в то время он был заместителем премьер-министра и министром иностранных дел, а также заместителем лидера «Партии народной власти», он был вынужден освободить должность и был дисквалифицирован на 5 лет. Во время периода дисквалификации он посетил курс для руководителей высшего звена Академии рынка капитала Фондовой биржи Таиланда в 11-м выпуске.
В прошлом Сомпонг был лидером Группы 16, в которую входили такие деятели, как Сучат Танчароен, Ньюин Чидчоб, Сора-ат Клинпратум под руководством партии «Тай Рак Тай» (предшественнице «Партии народной власти»). После того, как партия «Тай Рак Тай» была распущена, Сомпонг принял председательство в «Группе Тай Рак Тай».
На всеобщих выборах в Палату представителей Таиланда в 2014 году он был избран от партии «Пхыа Тхаи» (преемницы «Партии народной власти»), однако выборы были признаны недействительными. В 2018 году он вступил в партию «Пхыа Тхаи» и был избран на должность её лидера, пока в ноябре не вышел из состава партии. На всеобщих выборах в Палату представителей Таиланда в 2019 году он баллотировался в 5-м избирательном округе провинции Чиангмай от партии «Пхыа Тхаи» и был избран.
В 2018 году он был номинирован на должность председателя Палаты представителей, но в итоге занял второе место после Чуана Ликпая, депутата от «Демократической партии», набрав 258 голосов против 235 при одном воздержавшемся. Как лидер «Пхыа Тхаи», крупнейшей оппозиционной партии в законодательном органе, Сомпонг был лидером оппозиции (официальная должность в Таиланде) в Палате представителей с 2019 по 2021 год.
28 октября 2021 года на Ежегодном общем собрании партии «Пхыа Тхаи» в 2021 году Сомпонг ушёл с поста лидера, чтобы дать дорогу новым поколениям. Он поддержит стратегию и направление партии.

## Личная жизнь
Сомпонг женат на Печари Аморнвиват. Пара имеет четверо детей: Розелин Аморнвиват, Понгпун Аморнвиват, Гойл Аморнвиват и Джулапун Аморнвиват.